# Syzygium cordifolium
Syzygium cordifolium är en myrtenväxtart som först beskrevs av Robert Wight, och fick sitt nu gällande namn av Wilhelm Gerhard Walpers. Syzygium cordifolium ingår i släktet Syzygium och familjen myrtenväxter.
Artens utbredningsområde är Sri Lanka.

## Underarter
Arten delas in i följande underarter:
- S. c. cordifolium
- S. c. spissum